# ماريو جارا
ماريو جارا (بالبرتغالية: Mario Jara‏) هو لاعب كرة قدم ومدرب كرة قدم برازيلي في مركز الوسط، ولد في 25 أبريل 1980 في محافظة فورموزا في الأرجنتين. لعب مع Club El Porvenir ‏.